# Émile Auguste Ouchard
Émile Auguste Ouchard (Mirecourt, 24 luglio 1900 – Gan, 14 febbraio 1969) è stato un archettaio francese, figlio di Émile François Ouchard e padre di Bernard.
È stato il costruttore più talentuoso della famiglia e ha vinto il Gran Prix all'Exposition des Artisians de Paris del 1942.

## Biografia
Ouchard nacque il 24 luglio 1900 a Mirecourt da Émile François Ouchard e Marie-Joséphine Collin, unico maschio di dieci figli. Apprese l'archetteria nel laboratorio di Eugène Cuniot-Hury, presso il quale lavorava il padre. Alla morte del proprietario i due continuarono a lavorare nel laboratorio insieme alla vedova e Émile François assunse la gestione completa nel 1926. Émile Auguste continuò a lavorare con il padre, anche se i rapporti fra i due non furono sempre i migliori. Questi infatti lo trattava e retribuiva alla pari di tutti gli altri dipendenti, nonostante fosse un costruttore notevolmente più abile (anche dello stesso Émile François) e si facesse inoltre carico di parte delle attività di amministrazione dell'impresa.
Il 2 settembre 1922 Émile Auguste prese in moglie Andrée Marie Charlot Petot; ebbero quattro figli, di cui due femmine, Colette e Anne-Marie, e due maschi, Bernard e Jean-Claude, che continuarono il mestiere paterno. Nel 1937 il rapporto col padre peggiorò, e quando questi non accettò la sua richiesta di cedergli il laboratorio, Émile Auguste decise di mettersi in proprio. Per qualche anno rimase a Mirecourt (cambiando il suo timbro in "E.A. Ouchard fils") e si trasferì poi a Parigi, al numero 54 di rue de Rome, cambiando ancora il proprio timbro in "E.A. Ouchard Paris" (segnando in genere gli archi con data e numero seriale sotto il nasetto).
Nel 1942 cominciò la sua affermazione internazionale, con la vittoria del Gran Prix all'Exposition des Artisians de Paris. I suoi affari aumentano notevolmente e nel 1946, incoraggiato da importanti amici (tra i quali Yehudi Menuhin) si trasferì a New York presso il liutaio Lazare Rudié, mantenendo comunque il proprio marchio (che in quel periodo divenne "Emile A. Ouchard New York").
Nel 1948 si trasferì a Chicago, dove stipulò un contratto da 10 000 $ l'anno con Willam Lewis & Son. Nonostante l'esclusività del contratto, Émile Auguste vendette anche in proprio durante i suoi periodici viaggi estivi in Europa. Nel 1951, nonostante fosse ancora sotto contratto con i Lewis, tornò a New York e costruì archi in un locale fornitogli da Jaques Français. Nel 1955 fu impegnato in un viaggio in Sudamerica, durante il quale si recò in Brasile per scegliere e acquistare in prima persona la sua materia prima, le bacchette di pernambuco.
Émile Auguste tonò in Europa nel 1960, trasferendosi a Gan. Poco dopo venne colpito da un attacco cardiaco che ne ridusse le capacità manuali. Si sposò ancora nel 1963, trasferendosi a Vichy con la nuova famiglia, dove continuerà a costruire (timbrando le bacchette come "Emile A. Ouchard"), anche se con una qualità costruttiva inferiore a quella dei suoi periodi migliori.
Émile Auguste Ouchard morì a Gan il 14 febbraio 1969, all'età di 68 anni.

## Stile e caratteristiche
Émile Auguste iniziò ad allontanarsi dai modelli paterni intorno al 1930. Il suo stile non fu mai definitivamente stabile ma mantenne sempre una eccellente qualità e grande precisione costruttiva, riprendendo elementi di Voirin, Sartory, Bazin e Lamy. Benché esteticamente simili ai Lamy e ai Voirin, le sue bacchette hanno caratteristiche tecniche differenti e maggiore rigidità. I suoi nasetti hanno forme tradizionali, ma hanno un ottagono più stretto per minimizzare il gioco fra nasetto e bacchetta e dal 1935 circa la coulisse in argento del nasetto è fissata con piccole viti invece che con chiodini.